# Кубок Північної Ірландії з футболу 2006—2007
Кубок Північної Ірландії з футболу 2006–2007 — 127-й розіграш кубкового футбольного турніру в Північній Ірландії. Титул вдруге поспіль здобув Лінфілд.

## Календар
| Раунд                   | Дата                                              | Матчі | Клуби     |
| ----------------------- | ------------------------------------------------- | ----- | --------- |
| Перший попередній раунд | 29 серпня 2006                                    | 6     | 114 → 108 |
| Другий попередній раунд | 16 вересня 2006                                   | 28    | 108 → 80  |
| Перший раунд            | 7 жовтня 2006                                     | 14    | 80 → 66   |
| Другий раунд            | 28 жовтня - 4 листопада 2006                      | 7     | 66 → 59   |
| Третій раунд            | 18-25 листопада 2006                              | 18    | 59 → 41   |
| Четвертий раунд         | 2 грудня 2006                                     | 9     | 41 → 32   |
| 1/16 фіналу             | 13-17 січня 2007, 16-23 січня 2007 (перегравання) | 16+3  | 32 → 16   |
| 1/8 фіналу              | 10 лютого 2007                                    | 8     | 16 → 8    |
| 1/4 фіналу              | 2-3 березня 2007, 31 березня 2007 (перегравання)  | 4+1   | 8 → 4     |
| 1/2 фіналу              | 31 березня - 24 квітня 2007                       | 2     | 4 → 2     |
| Фінал                   | 5 травня 2007                                     | 1     | 2 → 1     |

## 1/16 фіналу
| Команда 1         | Рахунок | Команда 2                 |
| ----------------- | ------- | ------------------------- |
| 13 січня 2007     |         |                           |
| Ардс              | 1:1     | Дандела                   |
| Арма Сіті         | 2:1     | Інститут                  |
| Балліміна Юнайтед | 1:0     | Харленд-енд-Вульф Велдерс |
| Комбер Рекріейшн  | 0:0     | Лорелвейл                 |
| Гленавон          | 1:0     | ПСНІ                      |
| Гленторан         | 2:1     | Баллімоні Юнайтед         |
| Ларн              | 2:4     | Кліфтонвілл               |
| Лофголл           | 2:1     | Балліклер Комрадс         |
| Ньюрі Сіті        | 4:0     | Баллінур Олд Бойз         |
| Портадаун         | 6:1     | Бангор                    |
| 16 січня 2007     |         |                           |
| Колрейн           | 1:2     | Лісберн Дістіллері        |
| Крузейдерс        | 3:1     | Лурган Селтік             |
| Лімаваді Юнайтед  | 4:2     | Каррік Рейнджерс          |
| Лінфілд           | 3:0     | Оксфорд Юнайтед Старс     |
| 17 січня 2007     |         |                           |
| Данганнон Свіфтс  | 7:1     | Коа Юнайтед               |
| Тобермор Юнайтед  | 2:2     | Доунгал Селтік            |

Перегравання
| Команда 1        | Рахунок | Команда 2        |
| ---------------- | ------- | ---------------- |
| 16 січня 2007    |         |                  |
| Ардс             | 2:1     | Дандела          |
| Комбер Рекріейшн | 2:1     | Лорелвейл        |
| 23 січня 2007    |         |                  |
| Доунгал Селтік   | 2:0     | Тобермор Юнайтед |

## 1/8 фіналу
| Команда 1          | Рахунок | Команда 2        |
| ------------------ | ------- | ---------------- |
| 10 лютого 2007     |         |                  |
| Ардс               | 0:5     | Лінфілд          |
| Балліміна Юнайтед  | 1:0     | Комбер Рекріейшн |
| Лісберн Дістіллері | 4:1     | Гленавон         |
| Гленторан          | 2:3     | Портадаун        |
| Лофголл            | 1:3     | Арма Сіті        |
| Лімаваді Юнайтед   | 0:1     | Крузейдерс       |
| Данганнон Свіфтс   | 2:1     | Ньюрі Сіті       |
| Кліфтонвілл        | 2:0     | Доунгал Селтік   |

## 1/4 фіналу
| Команда 1          | Рахунок | Команда 2  |
| ------------------ | ------- | ---------- |
| 2 березня 2007     |         |            |
| Данганнон Свіфтс   | 2:0     | Арма Сіті  |
| 3 березня 2007     |         |            |
| Балліміна Юнайтед  | 1:1     | Лінфілд    |
| Лісберн Дістіллері | 4:1     | Крузейдерс |
| Кліфтонвілл        | 3:1     | Портадаун  |

Перегравання
| Команда 1       | Рахунок | Команда 2         |
| --------------- | ------- | ----------------- |
| 31 березня 2007 |         |                   |
| Лінфілд         | 4:2     | Балліміна Юнайтед |

## 1/2 фіналу
| Команда 1          | Рахунок      | Команда 2        |
| ------------------ | ------------ | ---------------- |
| 31 березня 2007    |              |                  |
| Кліфтонвілл        | 0:0 пен. 4:5 | Данганнон Свіфтс |
| 24 квітня 2007     |              |                  |
| Лісберн Дістіллері | 1:4 дч       | Лінфілд          |

## Фінал
| 5 травня 2007 |

| Лінфілд                                        | 2:2      | Данганнон Свіфтс                                        |
| ---------------------------------------------- | -------- | ------------------------------------------------------- |
| Діксон 3' Фергюсон 37'                         | Протокол | Гамілл 17' Макарі 40'                                   |
|                                                | Пенальті |                                                         |
| - Ервін - Стюарт - Фергюсон - Діксон - Макшейн | 3:2      | - Гамілл - Евералдо - Монтгомері - Макарі - Макаллістер |

| Віндзор Парк, Белфаст Глядачів: 7 600 Арбітр: Марк Кортні |